# Galaktyka karłowata

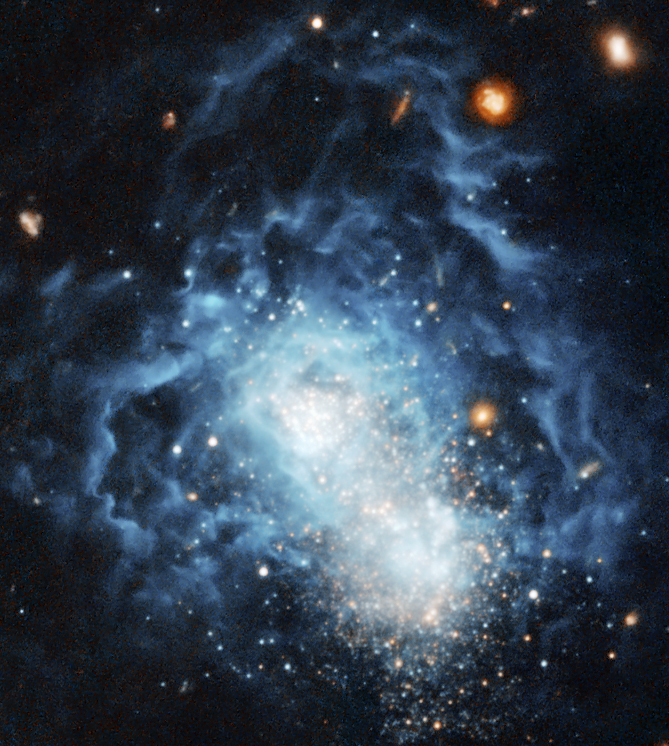
Karłowata galaktyka nieregularna I Zwicky 18 (HST)

Galaktyka karłowata – mała galaktyka zawierająca, zazwyczaj, od miliona do kilku miliardów gwiazd.
Galaktyki karłowate są dynamicznie związane z większymi galaktykami. Liczne galaktyki karłowate wchodzą w skład grupy lokalnej, zarówno będąc satelitami większych galaktyk, Drogi Mlecznej i galaktyki Andromedy, jak też występując samotnie.
Galaktyki karłowate dzielone są na następujące typy morfologiczne:
- karłowate galaktyki eliptyczne (dE) i ich podtyp – karłowate galaktyki sferoidalne (dSph)
- karłowate galaktyki nieregularne (dI)
- karłowate galaktyki spiralne